# Palazzo Bastogi di via dell'Oriuolo
Palazzo Bastogi si trova in via dell'Oriuolo 33 a Firenze. È sede dell'Archivio storico del Comune di Firenze. Il palazzo (come Bargilli Sarchi) appare nell'elenco redatto nel 1901 dalla Direzione Generale delle Antichità e Belle Arti, quale edificio monumentale da considerare patrimonio artistico nazionale.

## Storia
In quest'area sorgevano alcune case di proprietà delle famiglie Pazzi (il giardino del "Paradiso dei Pazzi" si trovava infatti nel sito dell'attiguo Palazzo della Banca d'Italia), Lippi e Ciampolini, poi pervenute ai monasteri di Santa Felicita e di San Salvi. Da questi le acquistarono i Bargilli Sarchi che nel 1735 promossero i lavori di ampliamento e ristrutturazione che oggi contraddistinguono il palazzo, attribuiti all'architetto Bernardino Ciurini. A queste notizie, reperite in loco, si affiancano quelle raccolte da Marcello Jacorossi, che viceversa indicano l'edificio come antica proprietà degli Albizi (corrispondente per mezzo di giardini a uno dei palazzi della famiglia in borgo degli Albizi), acquistata nel Settecento dalla famiglia Minerbetti alla quale si dovrebbero gli ampliamenti e le migliorie che attualmente lo caratterizzano. E ancora: dando per corretta la prima ricostruzione, si dovrebbe identificare l'edificio con quello citato nella guida di Firenze del 1850 sotto il nome di palazzo Franchetti, per il quale risulterebbe un passaggio di proprietà dai Bargilli Sarchi ai Fabbrichesi e quindi alla famiglia Franchetti. 
Certo è che dal 1910 appartenne alla famiglia Bastogi una delle famiglie industriali più ricche a Firenze nel XIX secolo, che promosse alcuni interventi di ristrutturazione su progetto dell'architetto Ugo Giusti nel 1918, ma subì poi un tracollo finanziario. Nel 1938 vendettero infatti al Comune di Firenze, che lo destinò prima ad ospitare vari uffici, quindi, dal 1976, l'Archivio Storico del Comune di Firenze, che tuttora ha qui la sede. 
In quello che era l'originario giardino del palazzo fu realizzata nel dopoguerra una struttura adibita a teatro (teatro dell'Oriuolo) che è stata attiva dal 1951 al 1993. 
L'edificio fu accuratamente restaurato fra il settembre del 1995 e il febbraio dell'anno successivo.

## Descrizione

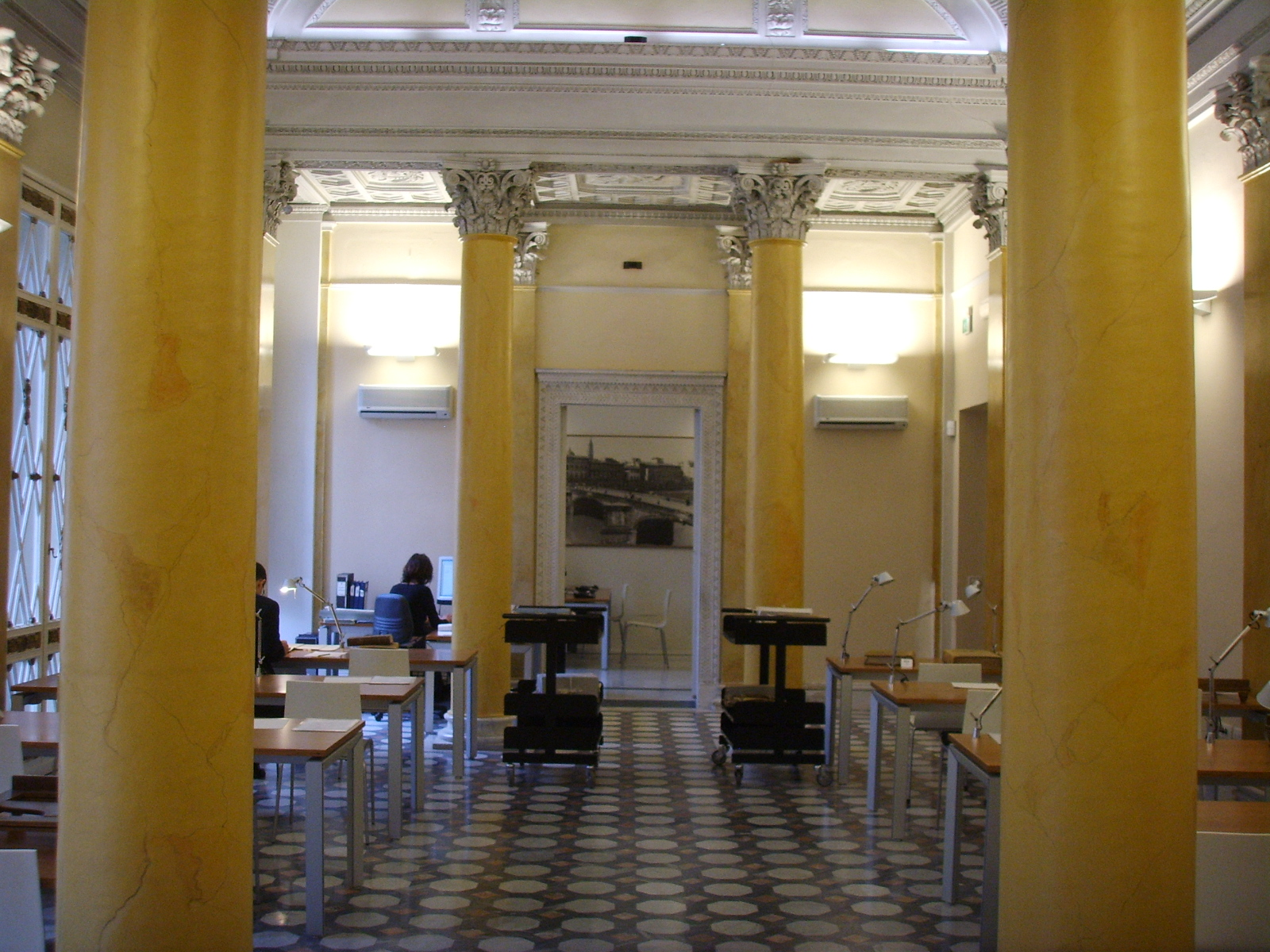
Interno

Il palazzo presenta una facciata sostanzialmente settecentesca, organizzata su sei assi per tre piani (più un piano interrato), contrassegnata da un insistito decorativismo (si vedano gli ornati del balcone e delle finestre con motivi geometrici e animali fantastici) e, esempio raro per Firenze, da un doppio portone affiancato da semicolonne e sovrastato da un elegante terrazzino, con mascheroni sulla balaustra che alludono alle quattro stagioni e, al centro, un portabandiera. Il resto delle partiture architettoniche è scandito da cornici marcapiano, finestre inginocchiate al pian terreno, timpanate al primo piano (sia con timpani triangolari sia con semicircolari spezzati) e architravate al secondo; la cornice di coronamento sostenuta da mensole variamente decorate sembrerebbe riconducibile a un intervento più tardo. 
La sala di consultazione dell'archivio, ricca di stucchi e di dipinti murali, è una raffinato esempio di decorazione in stile neoclassico dei primi anni dell'Ottocento, con colonne gialle che risaltano su complessi stucchi bianchi, e con una cupoletta. Le allegorie musicali dei dipinti e degli stucchi rivelano come questa fosse stata pensata come sala da musica e da ballo. Anche la scala monumentale è da riferirsi a interventi ottocenteschi.

## Teatro dell'Oriuolo

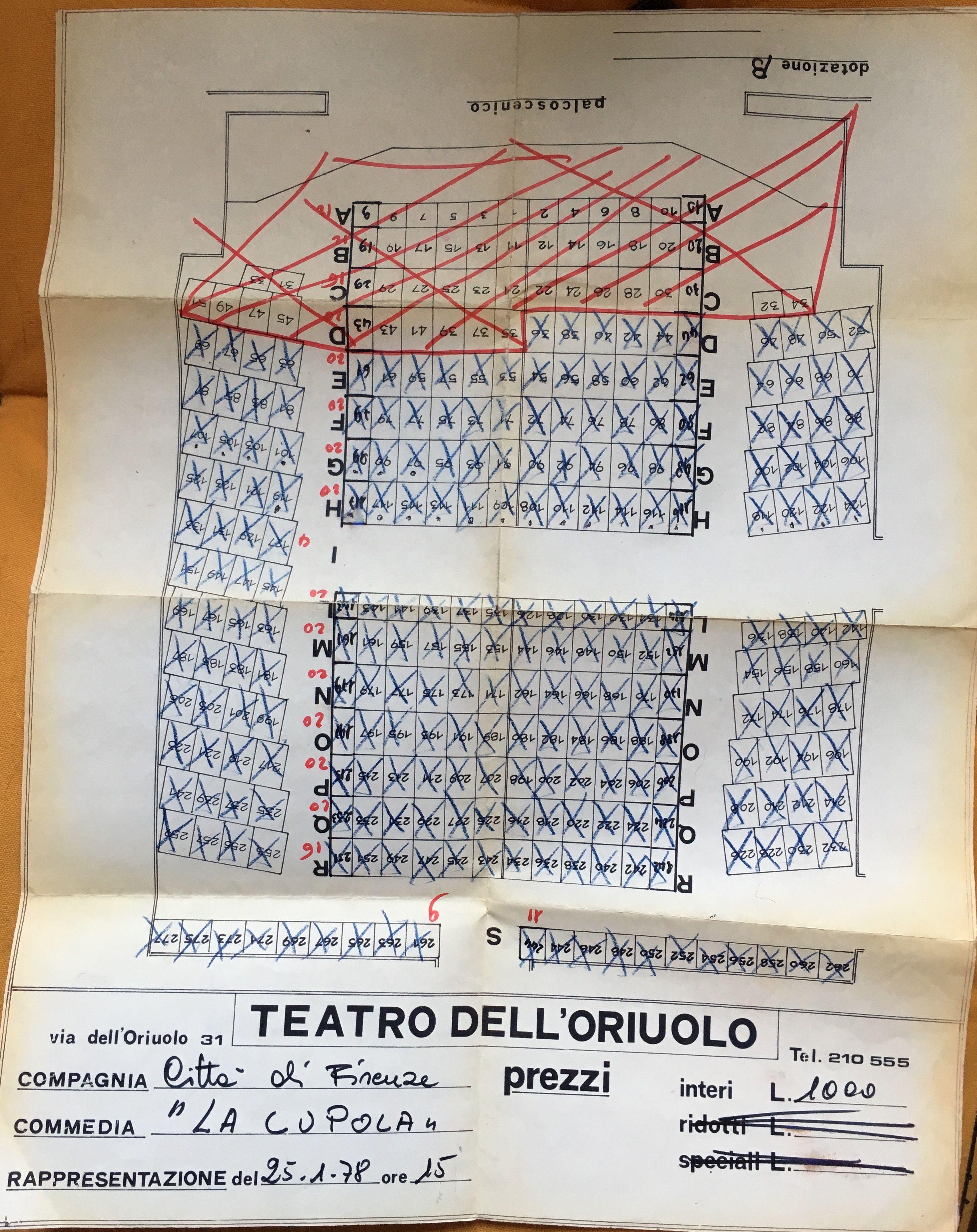
Una pianta del teatro dell'Oriuolo

Nel cortile di palazzo Bastogi venne ospitato, dal 1951 al 1993, il teatro dell'Oriuolo, una delle più importanti realtà teatrali del dopoguerra fiorentino. Costruito in legno attorno al 1950 con una capienza di circa 150 posti, fu successivamente ampliato con camerini e laboratori per iniziativa del circolo Acli-Dipendenti comunali che ne aveva sostenuto la nascita, raggiungendo i trecento posti. Già Teatro Stabile con una programmazione di rilievo, con registi del calibro di Tatiana Pavlova e attori come Paola Borboni, Ottavia Piccolo, Ave Ninchi, i fratelli Aldo e Carlo Giuffré, Giustino Durano, Arnoldo Foà, ecc.
Dopo essere stato danneggiato da un incendio e dell'alluvione del 1966, il teatro divenne dal 1968 punto di riferimento per la messa in scena di spettacoli di prosa in vernacolo 'nobile', oltre che sede di una apprezzata scuola di recitazione, sotto la direzione di Gino Susini. 
Nel 1993 la struttura fu chiusa a causa dell'inadeguata impiantistica e della presenza di una copertura in amianto. Al 2002 si data un protocollo tra Eti, Comune e Università che prevedeva un intervento di recupero della struttura (progetto di Francesco Gurrieri con Giuseppe Fialà e il prof. Nizzi Grifi) finalizzato a destinarla a teatro sperimentale all'interno del Dipartimento delle Arti e dello Spettacolo dell'Università di Firenze, comunque aperto e fruibile dalla città. Dopo dieci anni il teatro fu restituito nel 2013 dall'Università al Comune, con l'obiettivo di un nuovo intervento teso all'istituzione di un polo direzionale e culturale con una sala per 140 posti, su progetto dello stesso Francesco Gurrieri. 
Nel 2019 sono stati in effetti avviati i lavori per la realizzazione del nuovo Teatro delle Arti visive; lavori che includono la demolizione completa della parte costruita negli anni Cinquanta, priva di qualsiasi valore storico (completata nell'aprile 2021), il recupero della parte settecentesca su via dell’Oriuolo e l’inserimento nel cortile di una struttura leggera, smontabile e riutilizzabile per rappresentazioni virtuali di arti digitali nell’ambito del progetto "Grandi Oblate".

## Note

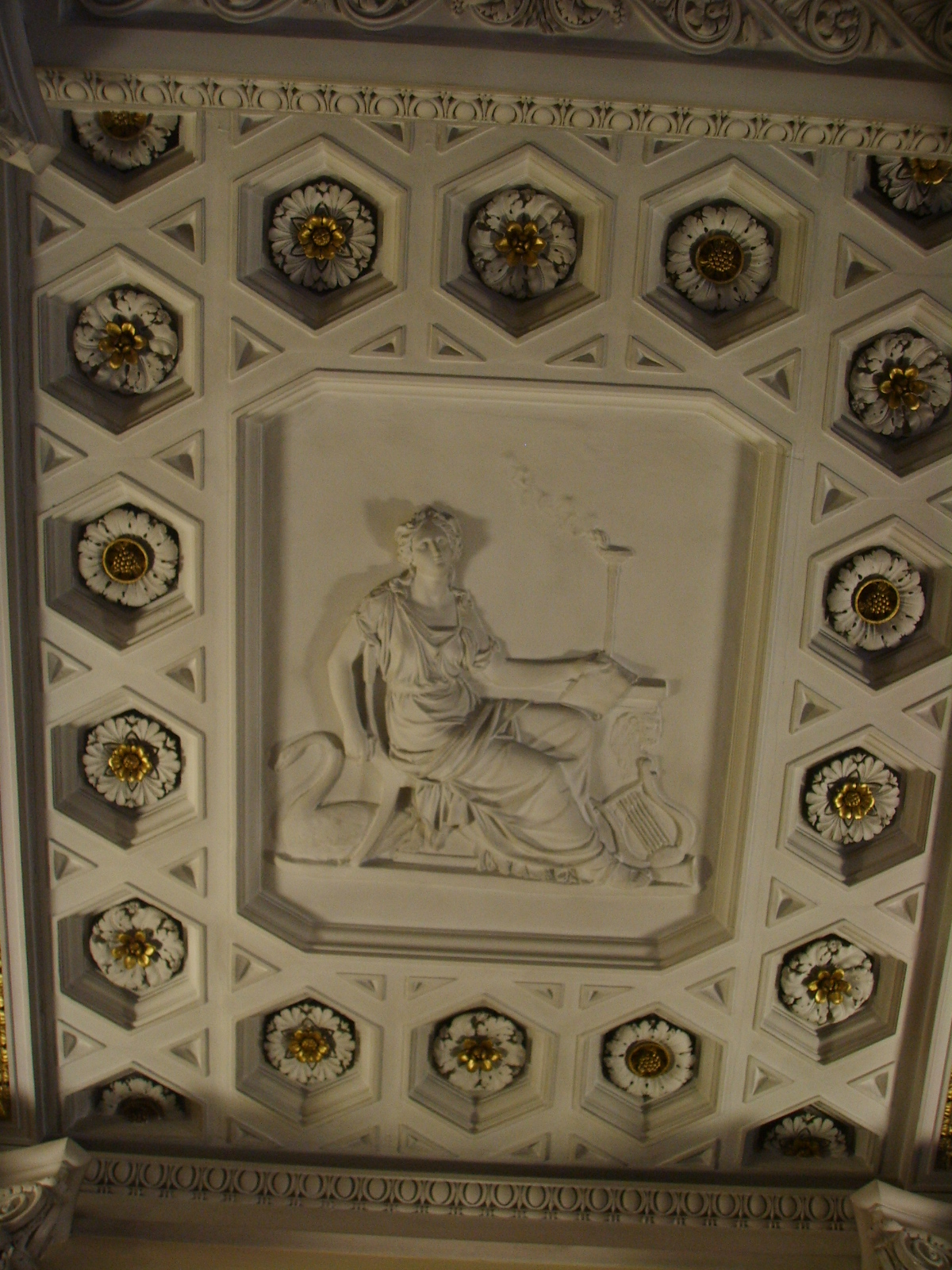
Stucchi

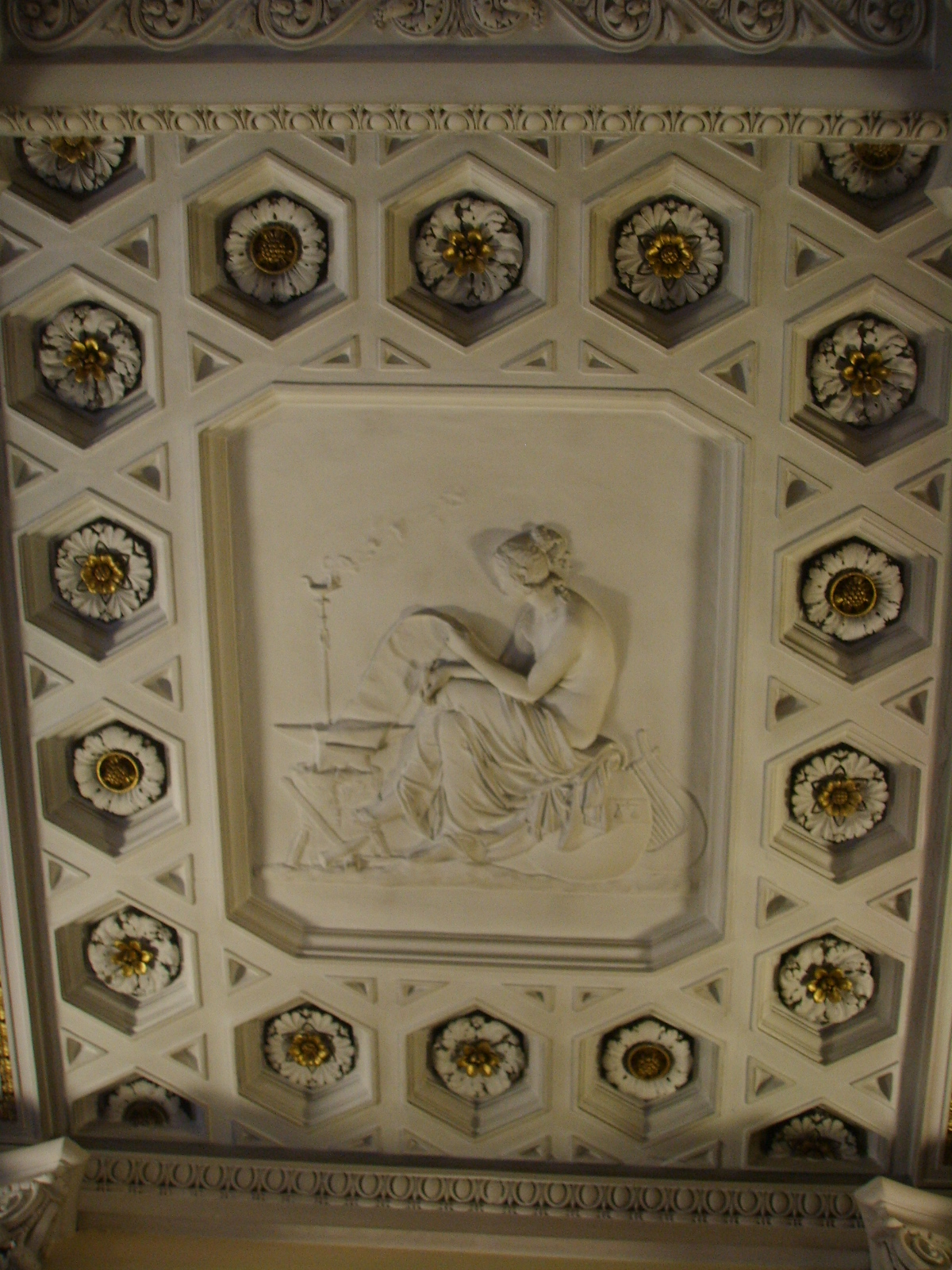
Stucchi